# Neritina piratica
Neritina piratica is een slakkensoort uit de familie van de Neritidae. De wetenschappelijke naam van de soort is voor het eerst geldig gepubliceerd in 1940 door Russell.